# Pedro Roig
Pedro Roig Junyent oder katalanisch Pere Roig i Junyent (* 22. Dezember 1938 in Terrassa; † 22. November 2018 ebenda) war ein spanischer Hockeyspieler. Er gewann 1960 mit der spanischen Nationalmannschaft die olympische Bronzemedaille.

## Karriere
Bei den Olympischen Spielen 1960 in Rom gewann die spanische Mannschaft ihre Vorrundengruppe mit zwei Siegen und einem Unentschieden gegen die Briten. Nach einem Sieg im Viertelfinale gegen die Neuseeländer und einer Halbfinalniederlage gegen die Mannschaft Pakistans trafen die Spanier im Spiel um den dritten Platz erneut auf die Briten und gewannen mit 2:1. Der 1,69 m große Pedro Roig wirkte nur im Vorrundenspiel gegen die Briten mit.
Pedro Roig spielte beim CD Terrassa, mit dem er 1966 und 1967 den spanischen Hockeypokal gewann. Er arbeitete in der Textilindustrie.
Pedro Roigs Vater Francisco De Roig hatte beim olympischen Hockeyturnier 1928 in der spanischen Mannschaft gespielt.